# تازه آباد (مقاطعة دلفان)
تازه‌آباد (بالفارسية: تازه‌آباد) هي قرية تقع في قسم ايتيوند الجنوبي الريفي (مقاطعة دلفان) في إيران. يقدر عدد سكانها بـ 25 نسمة .